# Ковалевська Катерина Валентинівна
Катерина Валентинівна Ковалевська (рос. Екатерина Валентиновна Ковалевская; (17 квітня 1974) — російська шахістка, гросмейстер серед жінок від 1998 року, має також титул міжнародного майстра серед чоловіків від 2004 року. Віце-чемпіон світу 2004 року.
Її рейтинг станом на березень 2020 року — 2384 (78-ме місце у світі, 12-те серед російських шахісток).

## Шахова кар'єра
Катерина Ковалевська народилась у Ростові-на-Дону, і розпочала заняття шахами при будинку культури заводу «Ростсільмаш». Далі майбітній гросместер щліфувала свою шахову майстерність у обласній школі вищої спортивної майстерності № 1. Її першим тренером із шахів був кандидат у майстри спорту Володимир Михайлович Канцин.
У 1994 і 2000 роках Катерина Ковалевська здобула титул чемпіонки Росії в індивідуальній першості. У 2000 році в Батумі здобула також титул віце-чемпіонки Європи (того року турнір розігрувався за олімпійською системою, і у фіналі Ковалевська програла Наталі Жуковій). Цей успіх російська шахістка повторила за рік на першості Європи у Варшаві, де Ковалевська також посіла друге місце. на наступному чемпіонаті Європи, який відбувся в 2002 році у Варні, шахістка посіла 5 місце. У 2003 році посіла 3 місце у представницькому турнірі North Ural Cup у Краснотур'їнську, а наступного року розділила на цьому турнірі 2 місце. У 2005 році посіла 2 місце на турнірі в Шекі.
Катерина Ковалевська 4 рази брала участь у першості світу серед жінок за олімпійською системою, у 2004 році стала віце-чемпіонкою світу:
- 2000 — Нью-Делі — вихід до V раунду (півфіналу), в якому Ковалевська програла Се Цзюнь.[6]
- 2001 — Москва — вихід до III раунду, в якому поступилася Ніно Хурцидзе.[7]
- 2004 — Еліста — вихід до фінального матчу на першість світу, в якому Ковалевська поступилась Антоанеті Стефановій.[8]
- 2006 — Єкатеринбург — вихід до IV раунду (чвертьфіналу), в якому росіянка поступилась китаянці Сюй Юйхуа.[9]

Катерина Ковалевська неодноразово представляла Росію на командних змаганнях, у тому числі:
- Шість разів на шахових олімпіадах: 1994, 1998, 2000, 2002, 2004, 2006. В командному заліку: тричі срібна медаль (1998, 2002, 2006) і індивідуальна бронза (1998 на другій шахівниці).[10]
- Двічі на командних чемпіонатах світу: 2007, 2009. У командному заліку двічі ставала срібним призером чемпіонатів світу (у 2007 і 2009), та здобула в індивідуальному заліку золоту медаль на 4 дошці у 2007 році.[11]
- Двічі на командних чемпіонатах Європи: 2005, 2007. В командній першості здобула одну золоту медаль (у 2007 році) і бронзову медаль (у 2005 році).[12]

Найвищого рейтингу Катерина Ковалевська досягла 1 липня 2001 року, і з результатом 2507 займала 7 місце у рейтингу ФІДЕ.